# Волгарица
Волгарица — река в России, протекает в Опаринском районе Кировской области. Устье реки находится в 221 км по левому берегу реки Молома. Длина реки составляет 36 км, площадь водосборного бассейна 219 км².
Исток реки в лесах в 34 км к юго-западу от посёлка Опарино. Течёт на юг, затем поворачивает на юго-запад. Притоки — Малая Волгарица (правый); Боровая 1-я, Боровая 2-я (левые). В нижнем течении близ реки деревня Волгарица (Стрельское сельское поселение). Впадает в Молому ниже села Шадрино.

## Данные водного реестра
По данным государственного водного реестра России относится к Камскому бассейновому округу, водохозяйственный участок реки — Вятка от города Киров до города Котельнич, речной подбассейн реки — Вятка. Речной бассейн реки — Кама.
Код объекта в государственном водном реестре — 10010300312111100035478.